# دوقطبی الکتریکی

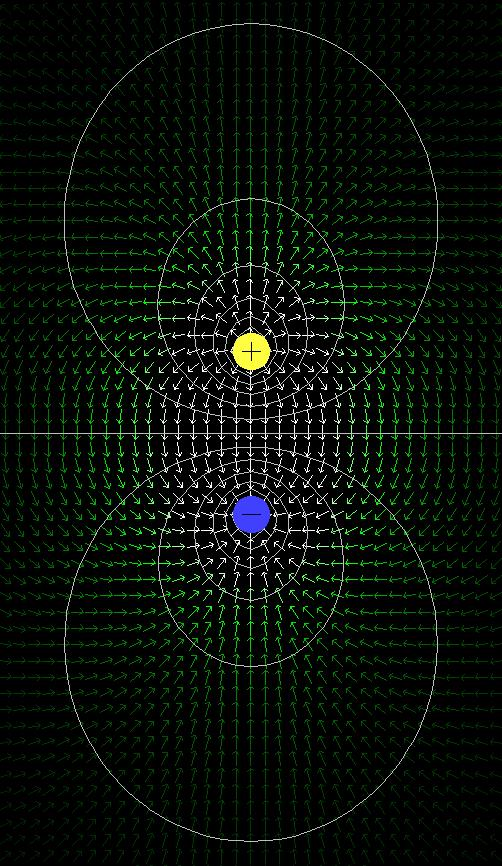
یک دوقطبی فیزیکی با بار، هم‌پتانسیل‌ها و میدان‌های الکتریکی

دوقطبی الکتریکی (به انگلیسی: Electric dipole)، نتیجۀ جدایش بارهای الکتریکی مثبت و منفی است. ساده‌ترین حالت آن را می‌توان یک جفت بار مثبت و منفی با اندازه یکسان که در فاصله‌ای مشخص از هم قرار گرفته‌اند، در نظر گرفت.
اگر فاصلهٔ دو بار {\displaystyle +q} و {\displaystyle -q} از هم را 2a (دوبرابر فاصلهٔ هربار تا مرکز پاره‌خط واصل) و فاصلهٔ یک نقطه روی عمودمنصف پاره‌خط واصل دو بار تا مرکز همین پاره‌خط را r در نظر بگیریم، میدان الکتریکی برآیند در این نقطه از رابطه
{\displaystyle E={\frac {2ak\,|q|}{r^{2}}}} به‌دست می‌آید.
اگر دوقطبی در یک میدان الکتریکی دیگر قرار بگیرد نسبت به آن میدان تغییر زاویه می‌دهد.